# Asystasia variabilis
Asystasia variabilis är en akantusväxtart som beskrevs av Trim.. Asystasia variabilis ingår i släktet Asystasia och familjen akantusväxter. Inga underarter finns listade i Catalogue of Life.